# كورت بورنيت
كورت بورنيت (بالإنجليزية: Kurt Burnette)‏ هو كاهن كاثوليكي بريطاني، ولد في 7 نوفمبر 1955 في Fakenham ‏ في المملكة المتحدة.